# Bibury
Bibury é uma paróquia e aldeia do distrito de Cotswold, no condado de Gloucestershire, na Inglaterra. De acordo com o Censo de 2011, tinha 627 habitantes. Tem uma área de 21,01km².
Arlington Row é o selo por excelência desta povoação. Uma imagem gravada nos passaportes britânicos onde se recria os antigos armazéns de lã do século XIV que se juntavam junto ao rio Coln. Bibury é um lugar idílico presidido pela igreja de Santa María, vários de cujos vestígios se encontram no Museu Britânico de Londres.